# Бристольский зоопарк

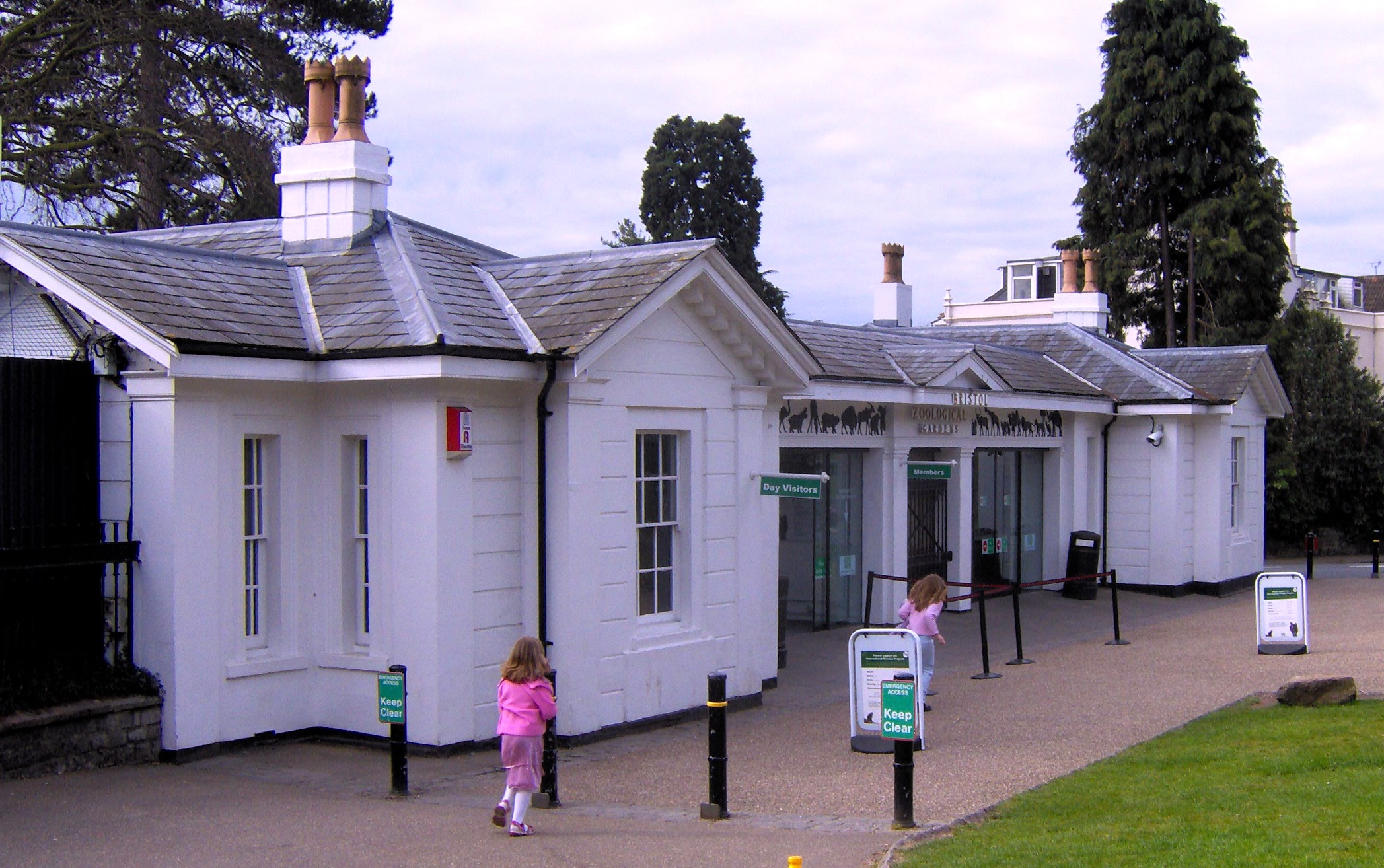
Главный вход в Бристольский зоопарк

Бристо́льский зоопа́рк (англ. Bristol Zoo) — зоопарк в городе Бристоль в южной части Англии.
Открыт в 1836 году Английским зоологическим обществом.
В 2007 году в зоопарке обитало 7155 животных 419 видов.